# Amfitípia
Az amfitípia egy fotográfiában használt direktpozitív képrögzítési eljárás.
Neve a görög "amfi" (mindkettő) szóból származik, mert ugyanaz a lemez átnézetben negatív, míg ránézetben – sötét háttér előtt – pozitív képet ad.

## Története
1840-ben Sir John Herschel írta le, hogy előző év szeptemberében üveglemezt vont be jódozott albuminnal, s ha fekete anyagot tett mögé, pozitív, ha fehéret, akkor negatív képet kapott. William Henry Fox Talbot adott nevet az eljárásnak. Louis-Desiré Blanquart-Evrard 1849-ben kísérletezett az eljárással. Ugyanezt a technikát dolgozta ki Párizsban 1852-ben Adolphe Alexander Martin is, de már kollódiummal (ld. ambrotípia). Blanquard-Evrard 1856-ban publikált egy dolgozatot az „amfi-pozitívokról". 
Főleg 1849–1865 között volt elterjedt, de egyes fényképészek később is, (egészen 1900-ig) használták diapozitívok készítésére.

## Az eljárás
Az amfitípia olyan üvegre készített, alulexponált albuminos üvegnegatív, mely mögé sötét anyag került (vagy az üveg hátát festették feketére, vagy papírt, bársonyt tettek oda), majd széleit légmentesen leragasztva, általában dagerrotípia-installációban helyezték el (azaz úgy, csomagolták, ahogy a dagerrotípiákat volt szokás). Csak azok az amfitípiák oldalhelyesek, melyek emulziós oldalukkal hátrafelé vannak bekeretezve. Átnézetben negatív, ránézetben pozitív képet látunk.
Megjelenésében, használatában, installálásában (csomagolásában) megegyezik a későbbi ambrotípiával. A negatív készítése megegyezik az Albuminos üvegnegatívéval, a fixálás utáni műveletek pedig az ambrotípiáéval. A lemezeket minden fényképész maga készítette, manufakturális, vagy gyári előállítása nem ismeretes.
Fennmaradt példányaik igen magas értéket képviselnek, mivel nagyüzemi mértékben nem gyártották, ezért nagyon kevés maradt az utókorra.

## Anyaga
Albuminnal bevont üveglap, ezüstjodid, mögé keretezve fekete üveg, vagy más sötét anyag. Előfordul, hogy az üvegnegatív háta van befestve lámpakorommal.

### Méretei
Általában a fél- és negyedlemezes dagerrotípiák méreteivel megegyező nagyságúak.